# العلاقات الدنماركية القرغيزستانية
العلاقات الدنماركية القيرغيزستانية هي العلاقات الثنائية التي تجمع بين الدنمارك وقيرغيزستان.

## مقارنة بين البلدين
هذه مقارنة عامة ومرجعية للدولتين:
| وجه المقارنة                                              | الدنمارك                                                     | قيرغيزستان                      |
| --------------------------------------------------------- | ------------------------------------------------------------ | ------------------------------- |
| المساحة (كم2)                                             | 42.92 ألف                                                    | 199.95 ألف                      |
| عدد السكان (نسمة)                                         | 5.79 مليون                                                   | 6.20 مليون                      |
| الكثافة السكانية (ن./كم²)                                 | 134.9                                                        | 31.01                           |
| العاصمة                                                   | كوبنهاغن                                                     | بيشكك                           |
| اللغة الرسمية                                             | اللغة الدنماركية                                             | اللغة الروسية، اللغة القيرغيزية |
| العملة                                                    | كرونة دنماركية                                               | سوم قيرغيزستاني                 |
| الناتج المحلي الإجمالي (بليون دولار)                      | 324.87 مليار                                                 | 7.56 مليار                      |
| الناتج المحلي الإجمالي (تعادل القوة الشرائية) بليون دولار | 278.61 مليار                                                 | 20.45 مليار                     |
| الناتج المحلي الإجمالي الاسمي للفرد دولار أمريكي          | 51.99 ألف                                                    | 1.10 ألف                        |
| الناتج المحلي الإجمالي للفرد دولار أمريكي                 | 45.54 ألف                                                    |                                 |
| مؤشر التنمية البشرية                                      | 0.900                                                        | 0.655                           |
| رمز المكالمات الدولي                                      | +45                                                          | +996                            |
| رمز الإنترنت                                              | .dk                                                          | .kg                             |
| المنطقة الزمنية                                           | توقيت وسط أوروبا، ت ع م+02:00، ت ع م+01:00، أوروبا/كوبنهاجن ‏ | ت ع م+06:00                     |

## منظمات دولية مشتركة
يشترك البلدان في عضوية مجموعة من المنظمات الدولية، منها:
| علم المنظمة | اسم المنظمة                        | تاريخ انضمام الدنمارك | تاريخ انضمام قيرغيزستان |
| ----------- | ---------------------------------- | --------------------- | ----------------------- |
|             | بنك التنمية الآسيوي                | 1966                  | 1994                    |
|             | مؤسسة التنمية الدولية              | 30 نوفمبر 1960        | 24 سبتمبر 1992          |
|             | يونسكو                             | 4 نوفمبر 1946         | 2 يونيو 1992            |
|             | وكالة ضمان الاستثمار متعدد الأطراف | 12 أبريل 1988         | 21 سبتمبر 1993          |
|             | الأمم المتحدة                      | 24 أكتوبر 1945        | 2 مارس 1992             |
|             | الاتحاد البريدي العالمي            | ?                     | ?                       |
|             | البنك الدولي للإنشاء والتعمير      | 30 نوفمبر 1960        | 18 سبتمبر 1992          |
|             | اتفاقية السماوات المفتوحة          | ?                     | ?                       |
|             | الاتحاد الدولي للاتصالات           | 1866                  | 20 يناير 1994           |
|             | منظمة حظر الأسلحة الكيميائية       | ?                     | ?                       |
|             | مؤسسة التمويل الدولية              | 20 يوليو 1956         | 11 فبراير 1993          |
|             | منظمة التجارة العالمية             | 1995                  | ?                       |
|             | منظمة الشرطة الجنائية الدولية      | ?                     | ?                       |
|             | منظمة الأمن والتعاون في أوروبا     | 25 يونيو 1973         | 30 يناير 1992           |

## وصلات خارجية
- موقع وزارة الخارجية الدنماركية
- موقع وزارة الخارجية القيرغيزستانية